# Caught Up
Caught Up ist ein Lied und Singleauskopplung des US-amerikanischen R&B-Sängers Usher aus dem Jahr 2004. Es erschien als Veröffentlichung aus seinem vierten Studioalbum Confessions.

## Hintergrund
Das Lied wurde gemeinsam von Jason Boyd, Vidal Davis, Andre Harris und Ryan Toby geschrieben beziehungsweise komponiert. Es beschreibt, wie sehr Usher eine einzige Frau den Kopf verdreht, obwohl er der Auffassung war ihm würde so etwas niemals passieren. Er erzählt hierbei von seiner ersten Begegnung mit dieser Frau und dem darauffolgenden Gefühl, welches für ihn völlig neu und nicht verständlich ist.

## Musikvideo
Usher und seine Freunde fahren, chic gekleidet im Al-Capone-Style, mit dem Auto zum Auftritt. Unterwegs fällt ihm eine Frau auf, die von einer verfeindeten Gang gefangen gehalten wird. Usher raubt die Dame und löst eine Schlägerei mit der Gang aus. Schließlich muss Usher zu seinem Auftritt fahren, den er unter Applaus auf einer Showbühne absolviert.

## Kommerzieller Erfolg

### Chartplatzierungen
| ChartsChartplatzierungen       | Höchstplatzierung | Wochen |
| ------------------------------ | ----------------- | ------ |
| Deutschland (GfK)              | 26 (9 Wo.)        | 9      |
| Österreich (Ö3)                | 48 (7 Wo.)        | 7      |
| Schweiz (IFPI)                 | 22 (16 Wo.)       | 16     |
| Vereinigte Staaten (Billboard) | 8 (27 Wo.)        | 27     |
| Vereinigtes Königreich (OCC)   | 9 (12 Wo.)        | 12     |

| ChartsJahrescharts (2005)      | Platzierung |
| ------------------------------ | ----------- |
| Vereinigte Staaten (Billboard) | 34          |

### Auszeichnungen für Musikverkäufe
| Land/Region                  | Auszeichnungen für Musikverkäufe (Land/Region, Auszeichnung, Verkäufe) | Verkäufe  |
| ---------------------------- | ---------------------------------------------------------------------- | --------- |
| Australien (ARIA)            | Platin                                                                 | 70.000    |
| Kanada (MC)                  | Gold                                                                   | 40.000    |
| Vereinigte Staaten (RIAA)    | Platin                                                                 | 1.000.000 |
| Vereinigtes Königreich (BPI) | Silber                                                                 | 200.000   |
| Insgesamt                    | 1× Silber · 1× Gold · 2× Platin ·                                      | 1.310.000 |

Hauptartikel: Usher/Auszeichnungen für Musikverkäufe